# Тойояма

Тойоя́ма (яп. 豊山町, とよやまちょう, МФА: [tojojama t͡ɕoː]?) — містечко в Японії, в повіті Нісі-Касуґай префектури Айті. Розташоване в північно-західній частині префектури. Отримало статус містечка 1972 року. Площа становить 6,19 км². Станом на 1 серпня 2011 року населення складало 14 465  осіб, густота населення — 2340 осіб/км².   